# Heno
Heno (em latim: Henus) ou Cedino (em latim: Cedinus) foi um franco do século VI, ativo no reinado de Quildeberto II (r. 570–595). Era um dos 20 duques enviados por Quildeberto em 590 para ajudar os romanos na Itália contra os lombardos. Ele e outros 12 duques se aproximaram de Verona e tomaram vários fortes, mas não conseguiram nenhum outro sucesso e se retiraram quando as provisões arrefeceram e ocorreu um surto de disenteria. Enquanto esteve na Itália, abriu negociações com seu aliado o exarca Romano e o rei Autário, garantindo uma trégua de 10 meses com o último se retirando da Itália com seu butim.